# Ян Милич из Кромержижа
Ян Милич из Кромержижа (чеш. Jan Milíč z Kroměříže; лат. Ioannes Milicius de Chremsir; нем. Johann Militsch von Kremsier; около 1325, около 1320 или 1320, Кромержиж, Южноморавский край или Tečovice — 29 июня 1374[…] или 1 августа 1374, Авиньон[…]) — чешский богослов и проповедник, предшественник мыслителя и идеолога чешской Реформации Яна Гуса.

## Биография
О детстве и отрочестве Милича информации практически не сохранилось, да и прочие биографические сведения о нём очень скудны и отрывочны; известно лишь, что он родился около 1320/5 года в Моравии в городе Кромержиже, который располагался в то время на Землях Чешской короны.
С 1358 по 1360 год Ян Милич служил секретарём и вице-канцлером императора Священной Римской империи Карла IV, которого он несколько раз лично сопровождал в Германию.
В октябре 1362 года в пражском Соборе Святого Вита Милич получил каноническое звание и сан архидиакона. По поручению пражского архиепископа он не раз посещал приходские церкви и монастыри. В эти поездки Милич имел случай ознакомиться и с клиром, и с положением чешского народа.
В декабре 1363 года Милич, побуждаемый бедствиями народа, несмотря на уговоры членов капитула и самого архиепископа, отказался от всех своих назначений, чтобы стать «проповедником в чистом виде»; он обращался к учёным на латыни, а к мирянам — на их родном чешском или немецком языке, который он специально выучил для этой цели. Сперва, для церковной службы и проповеди, он удалился в небольшой городок Пилзенского округа, а через полгода с той же целью перешёл в Прагу.
А. Л. Липовский, на страницах Энциклопедического словаря Брокгауза и Ефрона, характеризует его так:

«Милич — не реформатор-теоретик; он ещё привязан к церковному авторитету. Его роль — будителя совести и внутреннего религиозного интереса в обществе. До аскетизма строгий к самому себе, Милич требовал и от других такого же поведения. Своими „огненными словами“ он смело обличал до крайности испорченные нравы светской знати и духовенства того времени. Влияние проповеди Милича, кроме его личного примера, обуславливалось еще ее народным направлением: Милич говорил к простому народу, соболезнуя о его нуждах и страданиях на его родном языке. Невозможность немедленно помочь народу, уничтожить торжествующее зло вызывало в Миличе недовольство собой, мистическую веру в приближение конца мира…»

Его проповедь нажила ему массу врагов; Миличу пришлось ехать для объяснений с Папой римским в Авиньон, где, согласно «ЭСБЕ», Милич «не дождавшись конца своего дела», и умер 29 июня 1374 года. По сведениям других энциклопедических источников (Словарь Отто, Отечественный исторический словарь Я. Малого, Британника, Католическая энциклопедия), незадолго до смерти Ян Милич был полностью оправдан.
В 1410 году сочинения Милича из Кромержижа были сожжены; чудом сохранились лишь «Postilla a wýklady na Ewangelia weyročnj» и «Knihy о zarmoucenjch welikých cjrkwe swatè, o Antikristowi a gehosedmi ranach» (напечатана в первый раз в Праге в 1542 году).
Многие чешские реформаторы (Матвей Яновский, Томаш Штитный и др.) признавали, что Милич имел на них огромное влияние. Среди учеников и последователей Милича был, в частности, Матей из Янова.
Именем Яна Милича названы несколько улиц в Чешской республике.